# دانيال روبرتس (كاتب مسرحي)
دانيال روبرتس (بالإنجليزية: Daniel Roberts)‏ هو كاتب مسرحي أمريكي، ولد في 1969 في نيويورك في الولايات المتحدة.

## وصلات خارجية
- دانيال روبرتس على موقع IMDb (الإنجليزية)